# Isla San Pedro (Georgia del Sur)
La isla San Pedro o Georgia del Sur es la principal del archipiélago de las islas Georgias del Sur, del que constituye la mayor parte de su superficie emergida.

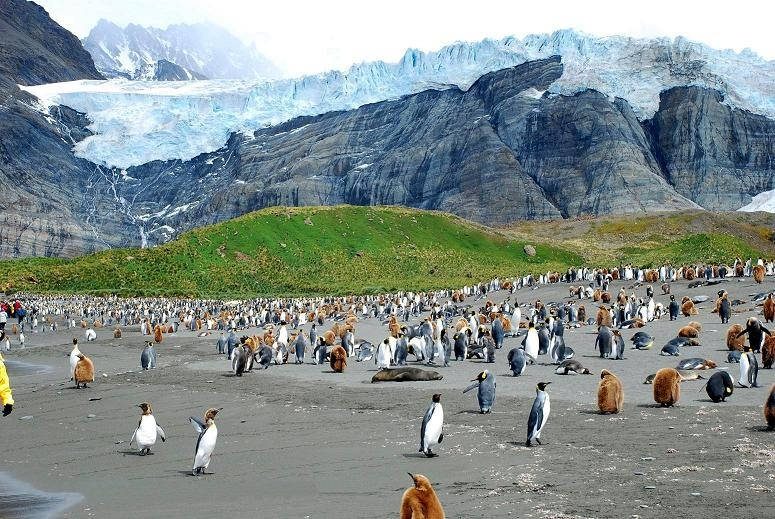
Fotografía veraniega de una pingüinera en la costa de la isla San Pedro (Georgia del Sur).

Localización geográfica.

## Historia
Según fuentes británicas, fue avistada por primera vez por Anthony de la Roché, en 1675. Este avistamiento es refutado por algunas fuentes, principalmente argentinas, para quienes el descubrimiento corresponde al barco comercial español de nombre León el 29 de junio de 1756, al mando del capitán Gregorio Jerez; al ser avistada el día de San Pedro, la isla fue bautizada como Isla San Pedro.
Cuando James Cook exploró y cartografió la isla, la llamó Isla Georgia, en honor al entonces rey Jorge III, el 17 de enero de 1775.
A principios del siglo XX se usaba como base para la caza de ballenas y actualmente alberga una estación británica de investigación antártica. Grytviken fue la localidad principal del territorio que no cuenta con población nativa. El número de habitantes ronda la veintena durante el verano austral, reduciéndose en el invierno.

## Política
La Isla San Pedro es la principal del archipiélago de las islas Georgias del Sur, localizado en el Atlántico Sur, cuya soberanía, junto con la de las islas Malvinas y las islas Sandwich del Sur, permanece en disputa entre el Reino Unido y la República Argentina que la reclama y la hace parte del Departamento Islas del Atlántico Sur dentro de la Provincia de Tierra del Fuego, Antártida e Islas del Atlántico Sur. A pesar de esto, la isla es legalmente administrada por el Reino Unido como parte del territorio británico de ultramar de las Islas Georgias del Sur y Sandwich del Sur (SGSSI).
La autoridad británica es ejercida por el comisionado, un puesto ocupado por el gobernador colonial británico de las Islas Malvinas desde Puerto Argentino/Stanley. La comisionada actual es Alison Blake, desde el 23 de julio de 2022. Dado que no hay habitantes permanentes en las islas, no hay un consejo legislativo. El Ministerio de Relaciones Exteriores y de la Mancomunidad de Naciones del Reino Unido gestiona las relaciones exteriores del territorio. 
La constitución de este territorio (adoptada el 3 de octubre de 1985), la manera en que su gobierno está dirigido y la disponibilidad de revisión judicial se discutieron en una serie de litigios entre 2001 y 2005. A pesar de que su gobierno está dirigido en su totalidad por el Ministerio de Relaciones Exteriores y de la Mancomunidad de Naciones del Reino Unido, se sostuvo que las decisiones previstas en esa dirección no podían ser impugnadas como si fueran las decisiones de derecho de un departamento gubernamental del Reino Unido; por tanto, la Convención Europea de Derechos Humanos no se aplica.

## Geografía
Se localiza aproximadamente a 1390 km al estesureste de las islas Malvinas, a 1497 km al nordeste de la península Antártica y a 1662 km al este de la isla de los Estados, Tierra del Fuego; su territorio de 160 km de largo y 30 km de ancho —en promedio—, es montañoso y permanentemente cubierto de hielo. La isla principal abarca aproximadamente el 80 % del territorio del archipiélago de las Georgias del Sur y es alargada, siendo recorrida por una nevada cordillera llamada cordillera de San Telmo que es la emergencia de la Dorsal del Scotia (nexo entre los Andes y Antartandes); de la anfractuosa cordillera bajan muchos glaciares, como el Christophersen y el Nordenskjöld, y en el prolongado verano algunos riachos y arroyos que desembocan en los abundantes fiordos costeros. El clima es muy variable y riguroso; predominan los vientos del oeste, las temperaturas medias al nivel del mar suelen ser de 0 °C en agosto (invierno austral) y de 10 °C durante enero (verano austral) aunque rara vez bajan de −10 °C. En el montañoso interior estos valores son significativamente menores.